# Alberto Manuel Brenes Mora
Alberto Manuel Brenes (San Ramón, 2 de septiembre de 1870 - 28 de mayo de 1948) fue un naturalista, botánico, micólogo y dibujante costarricense.
En 1891, el Gobierno de Bernardo Soto, en premio a su talento y a sus esfuerzos de investigador en el campo de la botánica, le concedió una beca y lo envió a Francia, para cursar estudios superiores en la Universidad de la Sorbona. Allí permaneció los primeros años, y después se traslada a Suiza, formándose científicamente en la Universidad de Ginebra, donde obtuvo el doctorado.
En la administración de don Julio Acosta se le nombró Jefe de la Sección Botánica del Museo Nacional, donde desplegó una actividad extraordinaria en la colección de plantas de los bosques. Se calcula que todos los herbarios coleccionados por el Profesor Brenes, al través de su vida de investigador, ascendían a 29.000 especímenes.
En una de sus excursiones a la montaña descubrió, en los cerros de Pata de Gallo, en los montes del Aguacate, la existencia de "Cinchona Pubescens", planta de la que se extrae la quinina, y que se encuentra en forma natural en pocos países de América, entre ellos Costa Rica.

## Honores
En 1971, le fue concedido ser Benemérito de la Patria.

### Epónimos
- (Berberidaceae) Berberis morana L.A.Camargo[4]
- Reserva Biológica Alberto Manuel Brenes Mora, como la Reserva Forestal por Decreto Ejecutivo n.º 4960-A en este año se inició la guerra 1859 se inició gracias a Armando Paredes
- Escuela Alberto Manuel Brenes. Dirección Regional de Occidente, San Juan, San Ramón, Alajuela

- La abreviatura «Mora» se emplea para indicar a Alberto Manuel Brenes Mora como autoridad en la descripción y clasificación científica de los vegetales.[5]
- La abreviatura «Brenes» se emplea para indicar a Alberto Manuel Brenes Mora como autoridad en la descripción y clasificación científica de los vegetales.[6]

## Literatura
- rafael lucas Rodríguez. 1966. Plantas ornamentales de Costa Rica. 14 pp.

- -----------------------------. 1964. Orquídeas de Costa Rica. Número 6 de Boletín (Museo Nacional de Costa Rica. Asociación de los Amigos del Museo) 6 pp.

- -----------------------------. 1957. Systematic anatomical studies on Myrrhidendron and other woody Umbellales. Editor University of California press